# Everton Antero
Everton Antero (...) è un giocatore di football americano brasiliano, che gioca come runningback per i Timbó Rex.

## Palmarès
- 1 Brasil Bowl (João Pessoa Espectros, 2015)
- 3 Campeonato Catarinense de Futebol Americano (Coritiba Crocodiles, 2017, 2018, 2019)